# ساو ليوبولدو
ساو ليوبولدو هي بلدية في البرازيل، تتبع ريو غراندي دو سول، بلغ عدد سكانها 214٬087  نسمة، في 2010، تبلغ مساحتها 102٫313 كيلومتر مربع، رمزها البريدي هو 93.000-000 a 93.179-999.

## الموقع
تشترك في الحدود مع:
- Estância Velha [الإنجليزية]‏
- سابوكايا دو سول.

## أعلام
- لويز كارلوس فييرا
- روجر قواتيريز